# Ah Puch
Cet article possède un paronyme, voir Puch (homonymie).

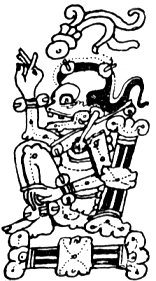
Ah Puch, dieu de la Mort

Ah Puch, également nommé Ah Cimi ou encore Ah Cizin, est, dans la religion maya, le dieu de la Mort et le roi de Metnal, le neuvième niveau du monde souterrain (Xibalba). Il est souvent dépeint comme un squelette ou comme un cadavre orné de cloches, avec parfois la tête d'un hibou. Cette dernière vision du dieu de la mort a donné lieu à la croyance encore partagée aujourd'hui par certains Méso-américains que le cri du hibou annonce un décès imminent… Un dicton local dit d'ailleurs : « Cuando el tecolote canta… el indio muere » (« Quand le grand hibou chante, l'Indien meurt »). Il est lié à l'infra-monde ainsi qu'aux cultes l'entourant.

## Rites funéraires
Contrairement aux autres peuples précolombiens, les Mayas avaient une grande peur de la mort. Quand un Maya de la classe moyenne ou pauvre décédait, la famille du défunt devait suivre un deuil très strict. Durant la journée, elle devait pleurer en silence, mais une fois la nuit tombée, elle devait crier sa douleur de toutes ses forces, craignant que Ah puch rôde dans les parages accompagné d'un chien, de l'oiseau Muan et d'un hibou qui sont considérés comme les présages de la mort, à la recherche d'une nouvelle victime. Le défunt était alors enterré derrière sa maison, entouré dans un tissu avec, comme offrandes, des bijoux en perle et ou en jade, le minerai le plus précieux pour les Mayas, dans les mains. Les archéologues ont aussi retrouvé de la monnaie dans les tombes et les défunts avaient du maïs dans la bouche, dans le but de payer le passage du défunt dans les neuf mondes souterrains.
Pour les nobles, le rite était différent : le mort était incinéré et placé dans une urne funéraire avec des offrandes plus luxueuses. À partir de la dynastie des rois serpents, les membres des familles royales se faisaient enterrer dans des pyramides de taille variable selon le rang occupé par le défunt, paré de vêtements luxueux.

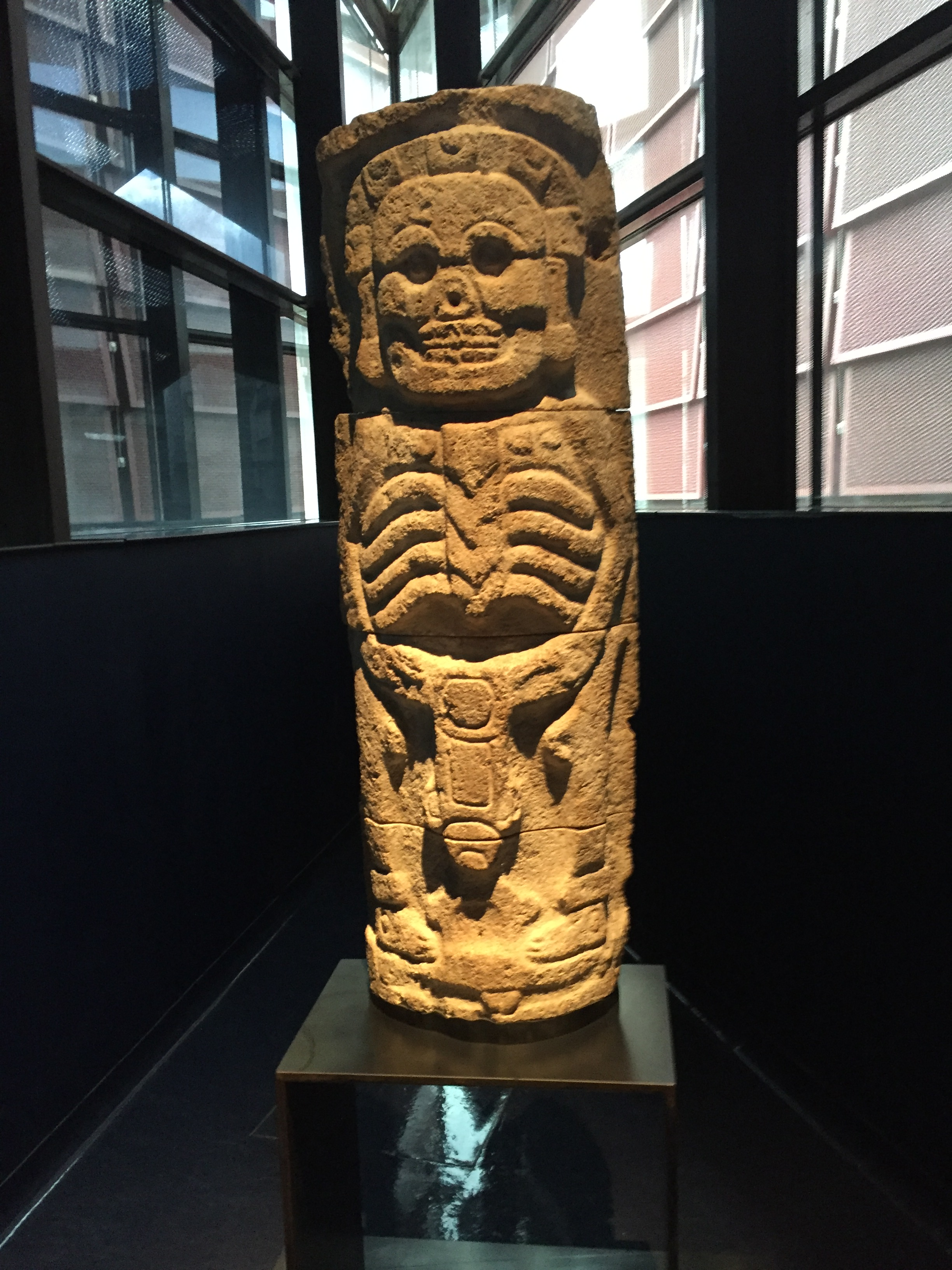
Statue maya de Ah Puch

Dans les deux cas, il rajoutaient des objets tels que des outils, des figurines avec la mort représentée dessus. 

## Rites sacrificiels
il existe une corrélation entre les cénotes et les rites sacrificiels pour Ah Puch. Ces trous géants représentaient des entrées pour les neuf mondes souterrains, le dernier niveau est appelé Metnal (en maya yucatèque) et Xibalba (en maya k'iche') et il est le domaine de Ah Puch. De nombreux restes humains accompagnés de clochettes en or et en cuivre ont été retrouvés dans le cénote sacré de Chichen Itza. Ces clochettes faisaient référence à l'accoutrement de Ah Puch.
La légende raconte que les sacrifices étaient faits le matin, si le sacrifié était encore vivant à midi, il était repêché et ses paroles étaient interprétées comme des prédictions par les prêtres.

## Mythe sur Ah Puch
Les Mayas croyaient qu'Ah Puch avait l'habitude de mettre le feu à l'âme humaine après le décès de la personne, pour ensuite l'éteindre avec de l'eau froide pour pouvoir entendre l'âme pleurer de douleur. Il répétait cette opération jusqu'au moment où il ne restait plus rien de l'âme du défunt.

## Les associations
Ah Puch était souvent associé à Buluc Chabtan, dieu de sacrifices humains et de la mort soudaine.
Il est aussi le protecteur du sixième jour du mois maya (cimi), du nombre 10 et de la mort (Mici).
Il est souvent associé à la couleur jaune, couleur qu'il porte souvent dans ses représentations des codex, et au Sud.

## Dans le Popol Vuh
Dans le Popol Vuh, il est question de neuf à douze seigneurs de Xibalba selon les moments du récit, et parmi eux d'un seigneur du nom d'Ahalpuh, qui est la version quichée d'Ah Puch, dont le nom signifie « Celui de l'enflure ». Le principal seigneur de Xibalba est Hun Came Vucub Came (« Une Mort Sept Morts »), qui apparaît tantôt comme un unique personnage, tantôt comme deux seigneurs distincts ; son nom est l'équivalent quiché d'Ah Cimi. Les messagers de Xibalba sont des hiboux.

## Dans les codex
Le dieu de la Mort est abondamment représenté dans les codex, mais il revêt plusieurs aspects :
- Le dieu A (selon la classification établie par Paul Schellhas (de) à la fin du XIXe siècle)[7] : c'est la forme la plus fréquente (vingt-six fois dans le codex de Dresde, cinquante et une fois dans le codex de Madrid) ; il a un corps squelettique et une tête décharnée, il peut porter comme coiffure un épi de maïs ou une tête de serpent, des boucles d'oreille, son corps est couvert de taches noires, il présente sur la joue un signe ressemblant à un %, il possède souvent un œil énucléé. Son glyphe nominal a été lu Ah Cizin, « le puant », et il est souvent suivi par les glyphes Ah Camal, « la mort », et u-muc, son enterrement.
- Le dieu A1 : Représenté une fois dans le codex de Dresde, il ressemble beaucoup au dieu A mais son glyphe nominal est différent et encore indéchiffré.
- Le dieu A2 : Il est représenté une fois dans le codex de Dresde et quatre fois dans celui de Madrid. Il possède un visage humain jeune, le haut de la tête ressemble au glyphe du jour Akbal, « obscurité ». Son glyphe nominal se lit Can Hanal, « Quatre dévoreurs » ou « Féroce dévoreur ». Il est représenté assis dans un temple et associé au jour Lamat, et à celui de la nouvelle année.
- Le dieu A3 : Ce dieu ressemble au précédent mais ses yeux sont couverts par un bandeau et son glyphe nominal est Ah Chah, « l'Aveugle » ; il est représenté une fois dans le codex de Dresde mais il a été rapproché de certains dieux sur des monuments plus anciens ; selon McLeod, il est le gardien de l'Inframonde.
- Le dieu A4 : Représenté une fois dans le codex de Dresde, il se présente comme un dieu jeune, qui porte un bandeau blanc, et sa coiffure présente de curieux appendices terminés par des boules. La lecture de son glyphe nominal est incertaine, peut-être Ox Halan, que l'on pourrait rapprocher du yucatèque oxhal qui signifie « cicatriser », mais la partie hal peut signifier « tisser » ou « manifester ». Il présente un objet non identifié[8].

## Chez lesLacandons
Chez les Lacandons, Kisin est le démon, il cherche à nuire aux hommes en leur infligeant des maladies, les tremblements de terre, c'est un dieu mauvais. Il fait brûler les morts dans le monde souterrain pour que s'échappe leur âme, qui est guidée par Sucun Yum, le « seigneur grand frère ».

## Autres noms
Landa cite aussi les noms d'Uac Mitun Ahau, Yum Cimil, et de Cum Ahau comme des dieux du monde souterrain.